# Schwabacher Goldwasser
Schwabacher Goldwasser ist ein Likör aus der Goldschlägerstadt Schwabach, dem Blattgold (22-karätig als Lebensmittelfarbstoff E 175) zugesetzt wird.
Der Schnaps wird mit Gewürzen (Kardamom, Koriander, Sternanis, Zimt, Gewürznelken, Wacholderbeeren, Macis) sowie Zitronen- und Pomeranzenschalen u. a. angesetzt und anschließend filtriert.
Dazu wird Blattgold gegeben und etwas Speisestärke zugesetzt, um das Gold in der Schwebe zu halten.
Gold ist für den menschlichen Verzehr unbedenklich, und ein häufig verwendeter Zierstoff bei Speisen und Getränken. In Schwabach werden zahlreiche Lebensmittel mit Blattgold als Souvenir angeboten. Beim Danziger Goldwasser handelt es sich um ein ähnliches Getränk. Auf den Geschmack hat das Gold keinen Einfluss.
Blattgold wird auch in anderen Getränken, wie Likören, Absinth und in Champagner oder Sekt verwendet, auch Blattsilber findet Verwendung.